# 周先庚
周先庚（1903年—1996年），笔名伏生，男，安徽全椒人，中国实验心理学家、教育家，曾任清华大学教授，北京大学教授。